# Friesea cruchagae
Friesea cruchagae is een springstaartensoort uit de familie van de Neanuridae. De wetenschappelijke naam van de soort is voor het eerst geldig gepubliceerd in 1989 door Arbea & Jordana.